# Matthäus Mederer

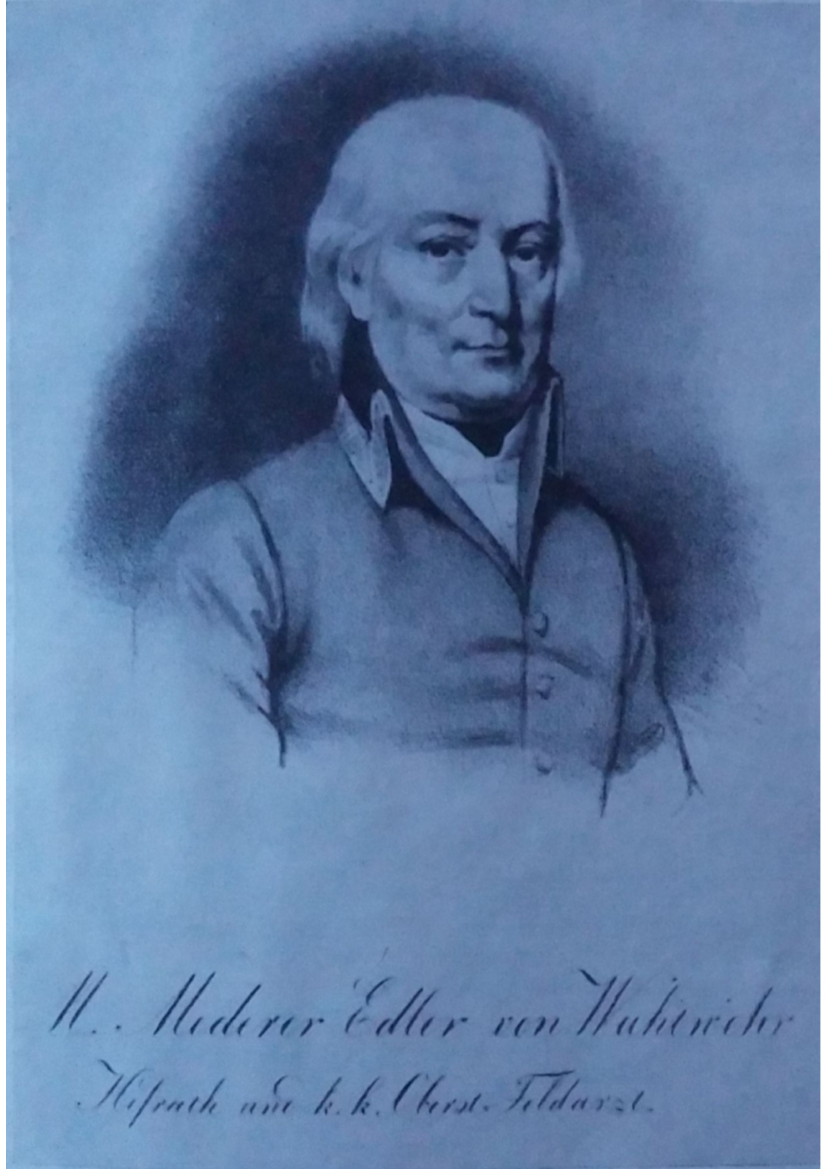
Matthäus Mederer, Lithografie von etwa 1800

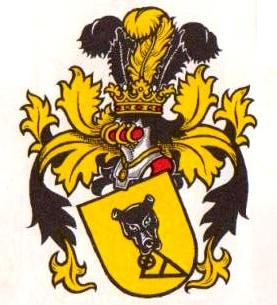
Wappen Mederer von Wuthwehr

Matthäus Mederer, ab 1789 Mederer Edler von Wuthwehr, (* 6. September 1739 in Lichtenthal bei Wien; † 26. Mai 1805 in Wien) war ein österreichischer Mediziner. Er war Professor der Chirurgie und Geburtshilfe in Freiburg im Breisgau.

## Herkunft
Matthäus Mederer von Wuthwehr entstammte einer Oberpfälzer Bauernfamilie. Seine Eltern waren der Zuckerbäcker Conrad Johann Mederer (1685–1760) und dessen Ehefrau Rosalie Albers († 1744), eine Tochter des Maximilian Albers aus Etzdorf (Niederösterreich).

## Leben und Familie
Mederer ging zunächst bei seinem Bruder Elias in Graz in die Lehre als Wundarzt. Mit 18 Jahren wurde er als Gehilfe freigesprochen und diente in mehreren Regimentern als Regimentschirurg. 1762 legte er in Wien die Prüfung als Magister der Chirurgie ab, 1773 gab er den militärischen Dienst auf, erwarb die Approbation als Chirurg und wurde im selben Jahr von Kaiserin Maria Theresia zum Professor an der vorderöstreichischen Hochschule in Freiburg berufen. Maria Franziska Strobel (1752–1803), Tochter des Freiburger Medizinprofessors Philipp Joseph Strobel (1705–1769) wurde seine Gattin. Eines ihrer gemeinsamen Kinder war der österreichische Generalfeldwachtmeister Conrad von Mederer (1781–1840).

## Wissenschaft
Bereits seine Antrittsvorlesung „Von der Notwendigkeit, die beiden Medizinen, die chirurgische und die klinische, wieder zu vereinen“, welche von Studenten und Professoren niedergeschrien wurde sowie ein erst 1782 gedrucktes Buch mit dem Titel Zwo Reden von der Nothwendigkeit, die Chirurgische und Cliniksche wieder zu vereinigen zeigen seine Bedeutung für die Gesamtmedizin. Bei der Mehrzahl seiner Kollegen stieß die von ihm, etwa in einem Brief an den Chirurgen Barthel von Siebold (vom 24. Februar 1805), geforderte Gleichwertigkeit und Zusammenführung beider ärztlichen Disziplinen auf Unverständnis und Ablehnung. Der Kampf um die Gleichberechtigung von Chirurgie und Medizin brachte zwar nur langsam Fortschritte, aber immerhin erreichte er, dass Wundärzte ab 1788 zwei Jahre an einer Universität mit anschließender Prüfung eingeschrieben sein mussten.
Eine weitere Arbeit aus 1782 „Syntagma de rabie canina“ etc., Freiburg, über die Tollwut bei Hunden wurde von Kaiser Joseph II. zum Anlass genommen, ihn 1789 in den erblichen Adelsstand zu erheben – Edler zur Wuthwehr.
Seit 1779 war er auswärtiges Mitglied der Bayerischen Akademie der Wissenschaften. 1780 wurde er in die Deutsche Akademie der Naturforscher Leopoldina aufgenommen.
Er war Mitglied der Freimaurerloge „Zur edlen Aussicht“ in Freiburg. 1785 wurde er zum korrespondierenden Mitglied der Göttinger Akademie der Wissenschaften gewählt.
1796 übersiedelte er nach Wien als oberster Feldarzt und wurde 1802 zum Hofrat und Direktor des Tierarznei-Instituts ernannt. Drei Jahre später starb er.

## Schriften (Auswahl)
- Zwo Reden von der Nothwendigkeit, die Chirurgische und Cliniksche wieder zu vereinigen. (books.google.de)
- Abhandlung von der Nothwendigkeit der Amputation (Digitalisat)
- Matthäus Mederer von Wuthwehr: Hebarzney: Geschichte und Kunst im Grundrisse. Freiburg im Breisgau (Aloys Wagner) 1791 (Digitalisat).